# Åselstad
Åselstad is een plaats in de gemeente Norrköping in het landschap Östergötland en de provincie Östergötlands län in Zweden. De plaats heeft 430 inwoners (2005) en een oppervlakte van 51 hectare.